# Nathalie Gröbli
Nathalie Gröbli (* 1. Dezember 1996) ist eine ehemalige Schweizer Skirennfahrerin.

## Biografie
Nathalie Gröbli begann ihre Karriere beim Skiclub Emmetten und wurde 2014 in den C-Kader der Schweiz berufen. Sie war auf die Disziplinen Abfahrt, Super-G und Alpine Kombination spezialisiert. Bei den Juniorenweltmeisterschaften 2015 in Hafjell startete sie in vier Disziplinen. Nachdem sie im Slalom im zweiten Durchgang ausgeschieden war, konnte sie sich im Super-G auf dem 21. Platz, in der Super-Kombination auf dem 17. Rang und in der Abfahrt auf dem 20. Platz einreihen. In der Saison 2015/16 wurde sie von einem Kreuzbandriss gestoppt, ihr Comeback gab sie in der Saison 2016/17.
Am 26. Januar 2018 hatte Gröbli ihr Debüt im Weltcup und holte mit Platz 25 in der Kombination von Lenzerheide sogleich die ersten Weltcuppunkte. Ihr bestes Ergebnis war der achte Platz in der Kombination von Zauchensee am 12. Januar 2020. Beim Training zur Abfahrt in Garmisch-Partenkirchen vier Wochen später stürzte sie schwer. Sie zog sich dabei eine offene Unterschenkelfraktur sowie eine komplexe Knieverletzung zu, was drei Operationen erforderte.
Gröbli versuchte im November 2021 ein Comeback, konnte aber ihr früheres Leistungsniveau nicht mehr erreichen. Im März 2023 gab sie ihren Rücktritt vom Spitzensport bekannt, um sich auf ihr Sportmanagement-Studium zu konzentrieren.

## Erfolge

### Weltcup
- 1 Platzierung unter den besten zehn

### Weltcupwertungen
| Saison  | Gesamt | Gesamt | Abfahrt | Abfahrt | Super-G | Super-G | Kombination | Kombination |
| Saison  | Platz  | Punkte | Platz   | Punkte  | Platz   | Punkte  | Platz       | Punkte      |
| ------- | ------ | ------ | ------- | ------- | ------- | ------- | ----------- | ----------- |
| 2017/18 | 107.   | 17     | –       | –       | –       | –       | 27.         | 17          |
| 2018/19 | 107.   | 15     | –       | –       | –       | –       | 16.         | 15          |
| 2019/20 | 76.    | 46     | 45.     | 7       | 48.     | 7       | 15.         | 32          |

### Europacup
- Saison 2018/19: 7. Gesamtwertung, 4. Abfahrtswertung, 2. Kombinationswertung, 6. Super-G-Wertung
- 2 Podestplätze

### Juniorenweltmeisterschaften
- Hafjell 2015: 17. Super-Kombination, 20. Abfahrt, 21. Super-G

### Weitere Erfolge
- 11 Siege bei FIS-Rennen
- 6 Podestplätze, davon 1 Sieg bei Schweizer Meisterschaften
- 6 Podestplätze, davon 2 Siege bei Schweizer Juniorenmeisterschaften